# ماكس شولمان
ماكس شولمان (بالإنجليزية: Max Shulman)‏ (1919 - 1988)؛ كاتب سيناريو وروائي أمريكي. درس في جامعة منيسوتا.

## روابط خارجية
- ماكس شولمان على موقع IMDb (الإنجليزية)
- ماكس شولمان على موقع الموسوعة البريطانية (الإنجليزية)
- ماكس شولمان على موقع ميوزك برينز (الإنجليزية)
- ماكس شولمان على موقع قاعدة بيانات برودواي على الإنترنت (الإنجليزية)
- ماكس شولمان على موقع قاعدة بيانات الفيلم (الإنجليزية)